# Памела Мелрой
Памела «Пем» Енн Мелрой (англ. Pamela „Pam“ Ann Melroy; рід. 1961) — астронавтка НАСА, полковник ВПС США. Здійснила три космічні польоти на шатлах: STS-92 (2000, «Діскавері»), STS-112 (2002, «Атлантіс») і STS-120 (2007, «Діскавері»).

## Життєпис

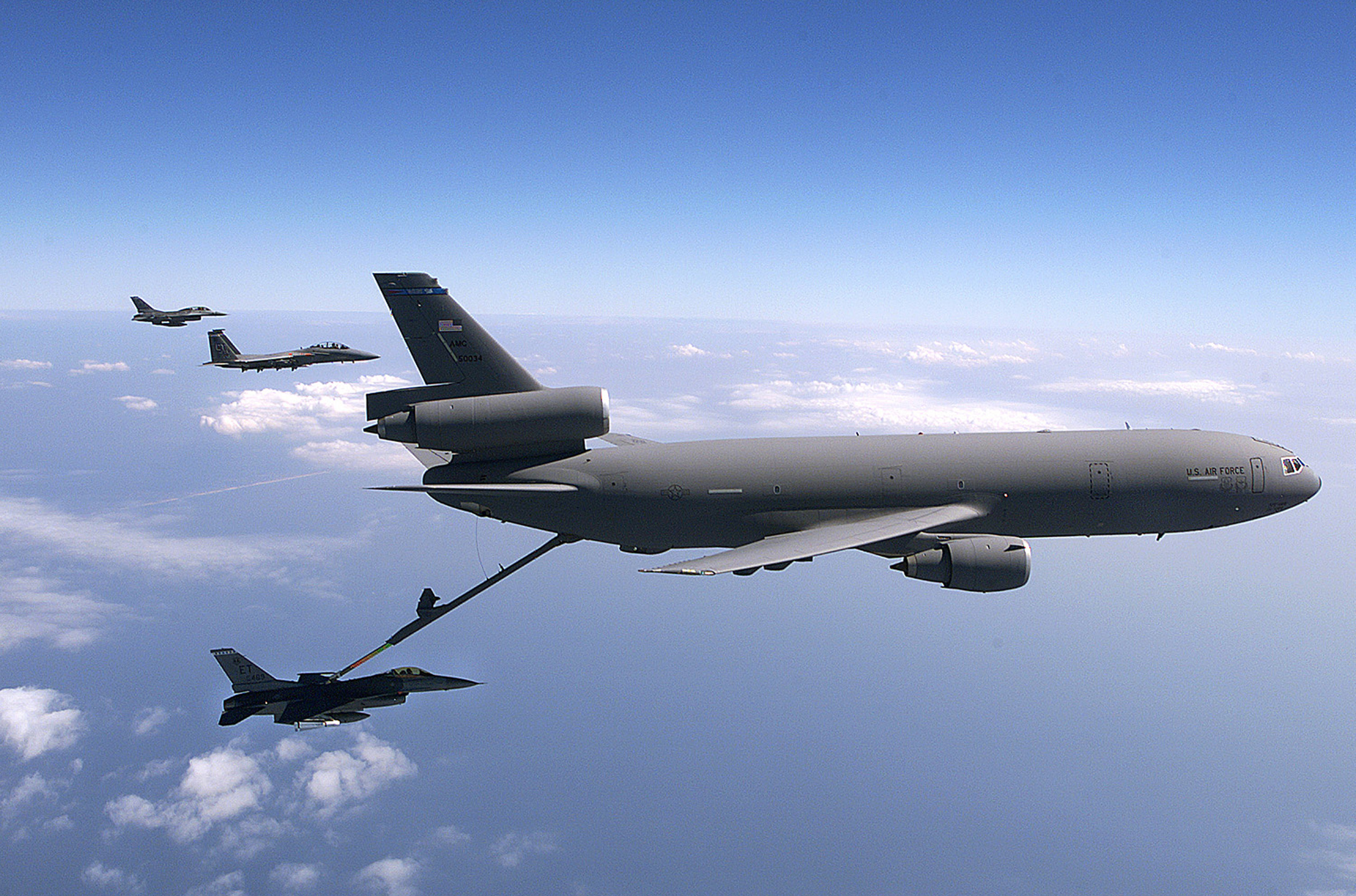
Літак KC-10 (заправник) в польоті

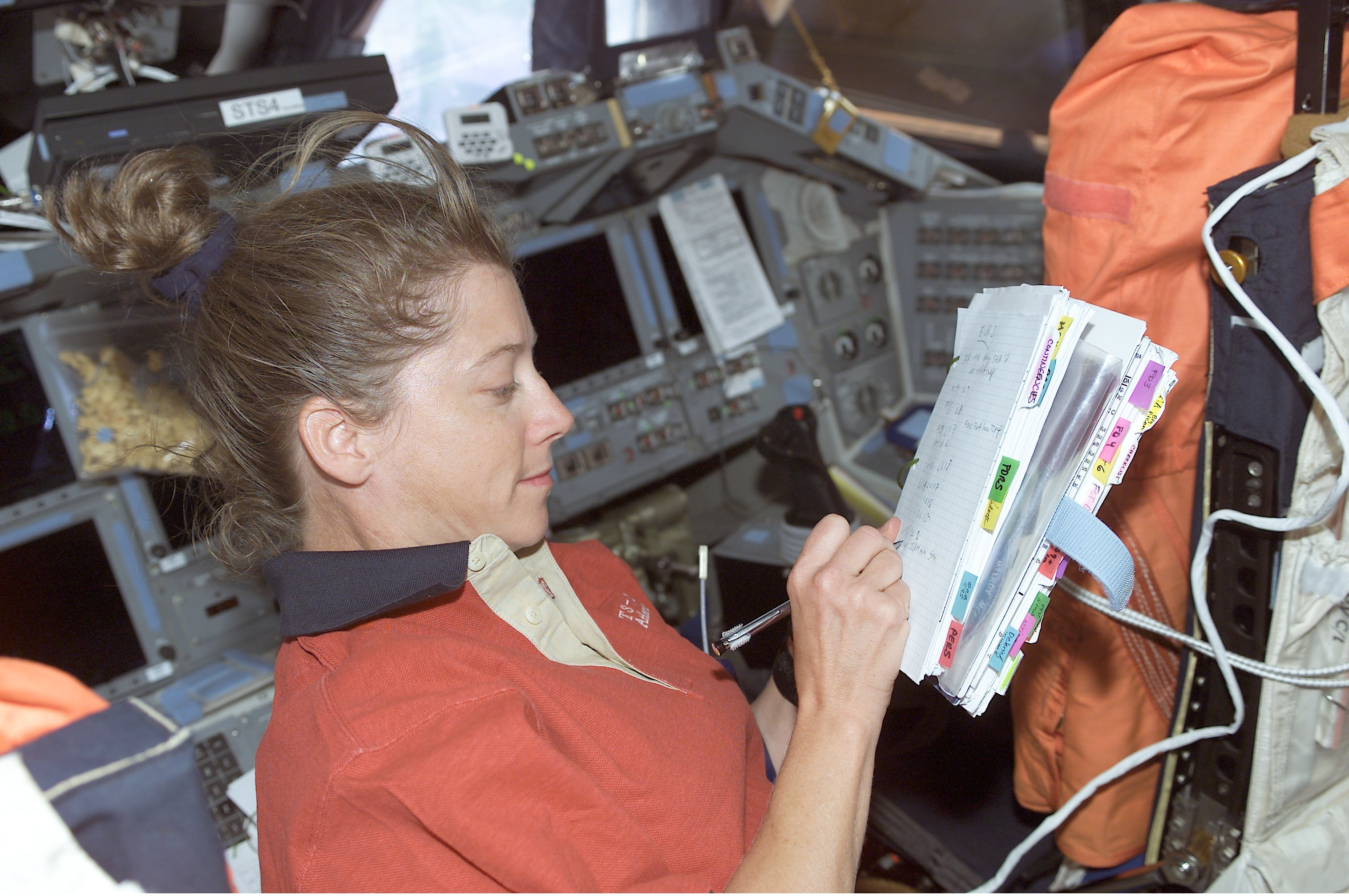
STS-112: Мелрой в рубці Атлантіса

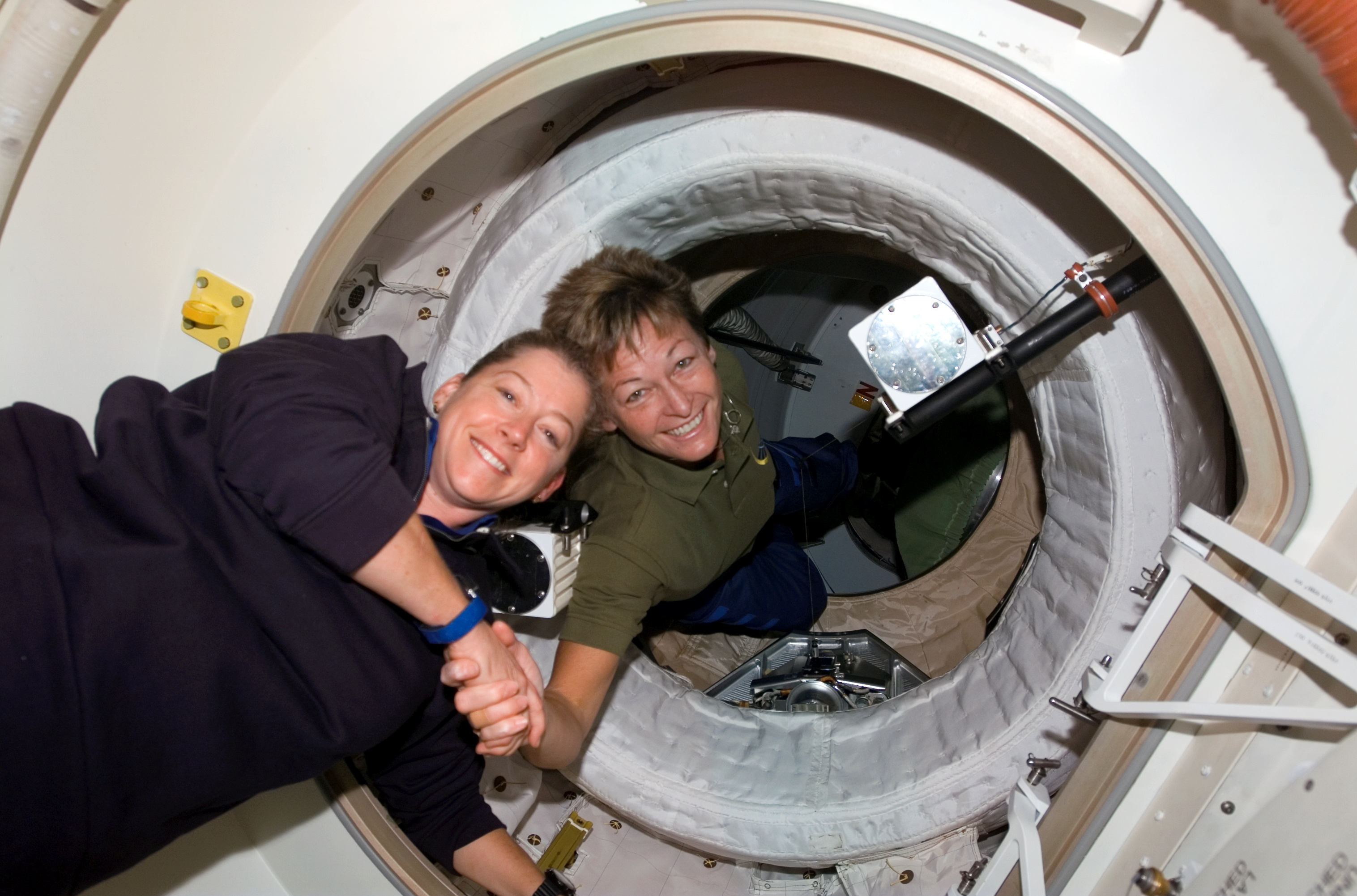
STS-120: Мелрой ліворуч

Памела Мелрой народилася 17 вересня 1961 року в місті Пало-Альто, штат Каліфорнія. Але своїм рідним вважає місто Рочестер, штат Нью-Йорк, де у 1979 році закінчила середню школу. У 1983 році здобула ступінь бакалавра в галузі фізики і астрономії в Коледжі Велслі, штат Массачусетс. У 1984 році здобула Ph. D. в галузі геології і планетології у Массачусетському технологічному інституті.
Одружена з Крістофером Воллесом Вілтоном із Коннектикуту. Любить театр, джазові танці, читання, кулінарію і польоти. Її батьки, Девід і Гелен Мелрої, проживають у Пітсфорді, штат Нью-Йорк.

## До НАСА
Мелрой вступила на службу у ВПС у 1983 році. Була зарахована в Школу підготовки пілотів на авіабазі «Риз», біля міста Лаббок, штат Техас і закінчила її у 1985 році. Протягом 6 років літала на KC-10 на авіабазі «Барксдейл» в Боссер-Сіті, Луїзіана, спочатку як друга льотчиця, потім як командир літака і льотчиця-інструкторка.
Мелрой брала участь у Вторгненні США в Панаму, у Війні в Перській затоці («Щит пустелі» та «Буря в пустелі»). Має наліт понад 200 бойових годин. В червні 1991 року вона вступила до Школи льотчиків-випробувачів на авіабазі «Едвардс» у Каліфорнії. Після її закінчення була переведена на літак C-17, де служила льотчицею-випробувачкою, звідки була запрошена в НАСА. Має загальний наліт понад 3 500 годин на більш ніж 45 різних типах літаків.

## Підготовка до космічних польотів
Брала участь у 14-му наборі НАСА. У грудні 1994 року була зарахована у загін НАСА у складі 15-го набору, кандидаткою в астронавти. З березня 1995 року стала проходити навчання за курсом Загальнокосмічної підготовки. По закінченні курсу, в травні 1996 року отримала кваліфікацію «пілот шатла» і призначення в Офіс астронавтів НАСА. Працювала в групі підтримки екіпажів перед запусками і після посадок шатлів.

## Польоти в космос
- Перший політ — STS-92[3], шаттл «Діскавері». C 11 по 24 жовтня 2000 року як «пілот шатла». Основним завданням польоту було стикування з Міжнародної космічної станції (МКС), продовження її складання, доставка фермової конструкції Z1, гіроскопів з керуючим моментом. Був доставлений герметичний стикувальний перехідник-3 (PMA-3), обладнаний стикувальними вузлами (був встановлений на піддон Спейслебу), спочатку був пристикований до надирного (нижнього, або зверненого до Землі) порту «Юніті». Під час польоту виконала два виходи у відкритий космос: 16 жовтня 2000 року тривалістю 7 годин 7 хвилин і 18 жовтня 2000 року — 6 годин 56 хвилин. Тривалість польоту склала 12 днів 21 година 44 хвилини[4].
- Другий політ — STS-112[5], шатлі «Атлантіс». З 7 по 18 жовтня 2002 року як «пілот шатла». Мета польоту — доставка на Міжнародну космічну станцію (МКС) секції S1 Основний ферми, наукової апаратури і вантажів. Під час польоту виконав три виходи у відкритий космос: 10 жовтня 2002 року — тривалістю 7 годин 1 хвилину, астронавти підключали шини живлення і даних (фермові конструкції) секції S1 до секції S0, зняли стартові кріплення балки радіатора і візки CETA-A, розгорнули антени S-діапазону SASA. 12 жовтня 2002 року — 6 годин 4 хвилини, була проведена установка пристроїв SPD на гідророз'ємах QD, стикування гідромагістралей, провідних до баків аміаку на секції S1, продовжили зняття стартових кріплень балки радіатора і візки CETA-A. 14 жовтня — 6 годин 36 хвилин, відновили працездатність блоку роз'ємів IUA мобільного транспортера, встановили перемички між аміачними контурами S0 і S1, встановили пристрої SPD (завершення робіт). Тривалість польоту склала 10 діб 19 годин 59 хвилин[6].
- Третій політ — STS-120[7], шаттл «Діскавері». З 23 жовтня по 7 листопада 2007 року в якості командира корабля». У цьому польоті Памела Мелрой — друга жінка-командир космічного корабля. Доставка та монтаж виготовленого в Італії з'єднувального модуля «Гармонія». Модуль «Гармонія», також як і модулі «Юніті» і «Node 3», є сполучним вузлом між дослідними, житловими, шлюзовими і функціональними модулями МКС. Модуль «Гармонія» служить сполучною ланкою між американською лабораторією «Дестіні», європейським дослідницьким модулем «Колумбус» і японським дослідним модуля «Кібо». «Колумбус» доставлений на орбіту в лютому 2008 року на шатлі «Атлантіс» STS-122, «Кібо» доставлений в березні 2008 року на шатлі «Індевор» STS-123. На модулі «Гармонія» встановлено стикувальний модуль для американських шатлів і стикувальний модуль для японських вантажних кораблів HTV. До модулю «Гармонія» будуть також стиккуватись багатофункціональні вантажні модулі. Тривалість польоту склала 15 діб 2 години 23 хвилини[8].

Загальна тривалість польотів у космос — 38 діб 20 год 4 хв.

## Після польотів
У лютому 2007 року пішла у відставку з ВПС, а 7 серпня 2009 року пішла з загону астронавтів і звільнилася з НАСА. З 2011 по 2013 працювала в FAA, з 2013 по лютий 2017 — в DARPA  директором Бюро тактичних технологій.

## Нагороди та премії
Нагороди: Медаль «За космічний політ» (2000, 2002 і 2007) та багато інших.